# Cazères-sur-l'Adour
Cazères-sur-l'Adour je naselje in občina v francoskem departmaju Landes regije Akvitanije. Naselje je leta 2011 imelo 1.147 prebivalcev.

## Geografija
Kraj leži v pokrajini Gaskonji ob reki Adour, 24 km jugovzhodno od Mont-de-Marsana, 60 km severno od Pauja in 138 km južno od Bordeauxa.

## Uprava
Občina Cazères-sur-l'Adour skupaj s sosednjimi občinami Artassenx, Bascons, Bordères-et-Lamensans, Castandet, Grenade-sur-l'Adour, Larrivière-Saint-Savin, Lussagnet, Maurrin, Saint-Maurice-sur-Adour in Le Vignau sestavlja kanton Grenade-sur-l'Adour s sedežem v Grenadi. Kanton je sestavni del okrožja Mont-de-Marsan.

## Zgodovina
Naselbina je bila ustanovljena kot srednjeveška bastida pod Béarnskimi viskonti v letu 1314.

## Zanimivosti
- cerkev sv. Jerneja z osmerokotnim, 31 metrov visokim zvonikom;
- kovinski most na reki Adour iz leta 1879, delo francoskega inženirja Gustava Eiffla, od leta 2000 francoski zgodovinski spomenik.